# Bastiaan Giling
Bastiaan "Bas" Giling, född 4 november 1982 i Alkmaar, Noord-Holland, är en professionell nederländsk tävlingscyklist. Sedan säsongen 2009 tävlar han för det danska stallet Designa Køkken. Giling har tidigare cyklat med UCI ProTour-stallet T-Mobile Team, med vilka han blev professionell 2005, och under säsongen 2007 tävlade han för Team Wiesenhof-Felt. Nederländaren tävlade för Cycle Collstrop under säsongen 2008.

## Karriär
Bastiaan Giling vann de nederländska nationsmästerskapen för juniorcyklister 1999. Året därpå slutade han trea i loppet. Även under säsongen 2001 slutade han trea i mästerskapen för juniorer efter Reinier Honig och Thomas Dekker. Under säsongen 2001 vann Giling den tyska tävlingen Mainfranken-Tour före Lars Bak och Marco Bos.
Han började cykla med amatörstallet Rabobank Continental under säsongen 2002. Under sitt första år i stallet slutade han trea på tre etapper av Thüringen-Rundfahrt för U23-cyklister. Ett år senare vann han etapp 4 av Tour de Liège framför Thomas Dekker och Bart Wellens.
Under säsongen 2004 blev han nationsmästare som U23-cyklist i linjelopp. Han vann också prologen på Thüringen-Rundfahrt för U23-cyklister före Thomas Dekker och André Greipel under säsongen. I april samma år vann han etapp 2b på Le Triptyque des Monts et Châteaux-Frasnes. På etapp 2a slutade han tvåa efter Dekker.
Han debuterade som professionell cyklist i det tyska stallet T-Mobile Team, där även Steffen Wesemann, som han även cyklade med i Cycle Collstrop, tävlade. Under sitt första år som professionell körde han Vuelta a España och slutade på 125:e plats i det spanska etapploppet.
Han bytte stall till Team Wiesenhof-Felt efter två år i det tyska stallet T-Mobile men hade ett trögt år då resultaten inte ville infinna sig, precis som under de två föregående säsongerna. Hans bästa resultat blev en tredje plats i det belgiska endagsloppet Le Samyn efter Jimmy Casper och Philippe Gilbert.

## Privatliv
Bastiaan Giling är son till skridskoåkaren Co Giling. Hans kusiner Jos Pronk och Matthé Pronk är också professionella cyklister. Matthé Pronk och Bastiaan Giling tävlade båda två i Cycle Collstrop under säsongen 2008. 

## Stall
- 2002–2004 Rabobank Continental
- 2005–2006 T-Mobile Team
- 2007 Team Wiesenhof-Felt
- 2008 Cycle Collstrop
- 2009 Designa Køkken